# Anthospermum madagascariense
Anthospermum madagascariense är en måreväxtart som beskrevs av Anne-Marie Homolle och Christian Puff. Anthospermum madagascariense ingår i släktet Anthospermum och familjen måreväxter. Inga underarter finns listade i Catalogue of Life.